# Bjurkärr
Bjurkärr är ett naturreservat i Kronobergs län i Småland på gränsen mellan de två kommunerna Växjö och Alvesta och socknarna Kalsvik och Skatelöv på Hössöhalvön, cirka 3,5 mil söder om Växjö. Hössöhalvön ansluter i söder mot Urshults socken. Bjurkärr är tillsammans med det intilliggande och medeltida allmänningstorpet Sundet invid Sunnanbron (den norra Sirköbron mellan Hössöhalvlön och Sirkön) en av två anslutningar till Åsnens nationalpark som invigdes den 25 maj 2018 av kronprinsessan Victoria.
Reservatet ligger på en egen halvö i sjön Åsnen med ädellövskog med bok, ek, hassel och björk. På halvön växer de berömda Karolinerekarna, som tros stamma från polska ekollon ditförda av någon svensk karolin i början av 1700-talet. Den största boken mäter 95 cm i diameter och det finns ekar med 12 meters kvistren stam. Höjder på upp till 35 meter har uppmätts.
Bjurkärr är ett populärt resmål för ornitologer då bland annat vinterutfodring av havsörnar har pågått i många år.

## Reservatets historia
Det första steget mot ett naturreservat togs 1951 då Skogsvårdsstyrelsens generaldirektör Bo von Stockenström besökte Bjurkärr tillsammans med fru Mary Stephens (dotter till Joseph Stephens på Huseby) som då i ett litet tal meddelade att hon ämnade uppdra förvaltningen av Bjurkärrsnäset åt styrelsen och ordna så att området avsattes till reservat för all framtid. Genom donation 1955 blev skogsvårdsstyrelsen ägare och efter ytterligare något år fastställde länsstyrelsen reservatbildningen och dess syfte.
Mary Stephens på Torne gård donerade således 1955 halvön Bjurkärr till Skogsvårdsstyrelsen med villkoret att det skulle fridlysas som naturminne. Så skedde genom beslut av Länsstyrelsen 1960. När Naturvårdslagen kom till 1964 överfördes området på grund av sin storlek automatiskt till naturreservat. Eftersom fridlysningsbeslutet från 1960 var mycket kortfattat och saknade föreskrifter för allmänheten beslutade länsstyrelsen 1989 om ny grund för beslutet, nya föreskrifter och fastställde en skötselplan. I detta beslut kom föreskrifter om tillträdesförbud till skydd för fågellivet på södra delen av halvön. Naturreservatet utökades 2001 vilket innebar att landarealen av främst ädellövskog fördubblades. 2019 uppgick delar av Bjurkärr och omkringliggande vattenområden Åsnens nationalpark.

## Bjurkärrs historia
Ordet "bjur" betyder bäver och Bjurkärr är således ett kärr där bävrar funnits och kanske finns.
Bjurkärrsreservatet, som omfattar 34 hektar, ligger 800 meter söder om Vevik. Under 1800-talet fanns där två torpställen, Bjurkärr vars ryggåsstuga förföll på 1930-talet och Mattistorpet som idag är sommarbostad. Vevik och Bjurkärr var ursprungligen allmänningstorp som etablerats under 1600-talet.
Lantmätaren angav vid uppmätningen 1697 att området bestod av tre kärr. År 1730 skedde jordavskiljning med råmärken (gränsstenar) av torpen Vevik och Bjurkärr från häradsallmänningen. Arealen omfattande 200 tunnland och 18 kappeland.
Mattistorpet fick sitt namn efter Mattes Jönsson (1819–1894) från Almundsryds socken. Idag är stugan på cirka 70 m² och har en tomt på 2 000 m².

### Fotnoter
1. 1 2 3 4  Skyddade områden, naturreservat, 18 december 2015, läs onlineläs online, läst: 20 januari 2017.[källa från Wikidata]
2. 1 2  Skyddade områden, naturreservat, 25 februari 2020, läs onlineläs online, läst: 25 februari 2020.[källa från Wikidata]
3. ↑  Skyddade områden, naturreservat, 25 februari 2020, läs onlineläs online, läst: 25 februari 2020.[källa från Wikidata]
4. ↑  ”Arkiverade kopian”. Arkiverad från originalet den 29 september 2013. https://web.archive.org/web/20130929110142/http://media.nationalparkasnen.se/2013/03/Gavobrev_from_-Mary_Stephens.pdf. Läst 26 september 2013.